# Sylvester-érem
A Sylvester-érem egyike a Royal Society 10 érmének. A bronzból készült érmet háromévente osztják ki a matematika terén elért eredményért. 1901-ben osztották ki először. James Joseph Sylvester-ről nevezték el, aki az Oxfordi Egyetem Savilian Chair of Geometry pozíciójában volt az 1880-as években.

## A díjazottak
- 2020 – Bryan John Birch
- 2019 – Peter Sarnak
- 2018 – Dusa McDuff
- 2016 – Timothy Gowers
- 2014 – Ben Green
- 2012 – John Toland
- 2010 – Graeme Segal
- 2009 – John Macleod Ball
- 2006 – Peter Swinnerton-Dyer
- 2003 – Lennart Carleson
- 2000 – Nigel James Hitchin
- 1997 – Harold Scott MacDonald Coxeter
- 1994 – Peter Whittle
- 1991 – Klaus Friedrich Roth
- 1988 – Charles Wall
- 1985 – John Griggs Thompson
- 1982 – John Frank Adams
- 1979 – Graham Higman
- 1976 – David George Kendall
- 1973 – John William Scott Cassels
- 1970 – George Frederick James Temple
- 1967 – Harold Davenport
- 1964 – Mary Lucy Cartwright
- 1961 – Philip Hall
- 1958 – Max Newman
- 1955 – Edward Charles Titchmarsh
- 1952 – Abram Szamojlovics Bezikovics
- 1949 – Louis Joel Mordell
- 1946 – George Neville Watson
- 1943 – John Edensor Littlewood
- 1940 – Godfrey Harold Hardy
- 1937 – Augustus Edward Hough Love
- 1934 – Bertrand Russell
- 1931 – Edmund Taylor Whittaker
- 1928 – William Henry Young
- 1925 – Alfred North Whitehead
- 1922 – Tullio Levi-Civita
- 1919 – Percy Alexander MacMahon
- 1916 – Jean Gaston Darboux
- 1913 – James Whitbread Lee Glaisher
- 1910 – Henry Frederick Baker
- 1907 – Wilhelm Wirtinger
- 1904 – Georg Cantor
- 1901 – Henri Poincaré